# Зелинский, Юрий Всеволодович
Юрий Всеволодович Зелинский (1 марта 1934 — 10 января 2015, Беер-Шева) — советский и израильский шахматист. Мастер спорта СССР по шахматам (1975). Победитель чемпионата СССР по шахматам по переписке (1991—1993).

## Биография
Шахматы начал играть в возрасте тринадцати лет. В 1957 году стал кандидатом в мастера, а в 1975 году — мастером спорта СССР по шахматам. В 1957 году во время службы в советской армии стал победителем городского чемпионата Каунаса по шахматам. В 1969 году победил на чемпионате по шахматам города Рига. Окончил Рижский политехнический институт. По профессии — инженер-конструктор. Работал на Рижском радиозаводе им. Попова. С 1961 по 1988 год регулярно представлял команду «Радиотехника» на командном чемпионате Латвии по шахматам, где дважды становился победителем в составе команды (1963, 1979). В 1971 году представлял Латвийское спортивное объединение «Даугава» на командном кубке СССР по шахматам. В 1960—1970-х годах семь раз участвовал в финалах чемпионата Латвии по шахматам.
Активно и успешно участвовал в соревнованиях по шахматной переписке. Неоднократный участник чемпионата СССР по шахматам по переписке. Лучшие результаты: 1-е место (1991—1993), 2-е место (по худшему коэффициенту; 1988—1991).
Во второй половине 1990-х годов переехал на постоянное место жительства в Израиль. Представляет шахматный клуб города Беэр-Шева.